# Per Grazia Ricevuta (album)
PGR o Per Grazia Ricevuta è il primo album pubblicato dal gruppo omonimo, uscito nel 2002.
La produzione è di Hector Zazou.

## Copertina
L'artwork realizzata da Michel Collet è stampata direttamente sulla custodia in plastica. Il disco contiene un booklet multimediale che si può consultare inserendo il CD in un computer.

## Tracce
1. Krsna Pan Miles Davis e Coltrane – 4:06
2. Tramonto d'Africa – 6:43
3. Sorgente d'Asia – 5:08
4. Montesole – 7:33
5. Settanta – 4:43
6. Ah! Le Monde – 5:07
7. Blando Comando Telecomandato – 5:26
8. Come Bambino – 8:17
9. 11 settembre 2001 – 3:52

## Formazione
- Giovanni Lindo Ferretti — voce
- Ginevra Di Marco — voce
- Giorgio Canali — chitarra
- Francesco Magnelli — pianoforte elettrico Fender Rhodes, magnellofoni
- Gianni Maroccolo — basso, sintetizzatori, pianoforte elettrico Wurlitzer, chitarra acustica
- Yvo Abadi — batteria, percussioni
- Piero Pelù — voce in "Krisna Pan Miles Davis e Coltrane"
- Sophia Nelson — cori in "Tramonto d'Africa" e "Settanta"
- Bertrand Cantat — voce in "Ah! Le Monde"
- La Banda Improvvisa, diretta e arrangiata da Orio Odori — musica in "Come Bambino"[5]

## Ospiti
- Bertrand Cantat e * Piero Pelù - voce in "Krsna Pan Miles Davis e Coltrane"